# Saison 3 de La Ferme Célébrités
Vous pouvez aider à l'améliorer ou bien discuter des problèmes sur sa page de discussion.
- Il n'est pas vérifiable et peut contenir des informations totalement erronées. Il est fortement conseillé aux contributeurs d'étayer son contenu par des sources fiables. Sans cela, sa suppression pourrait être envisagée. (si vous venez d'apposer le bandeau, veuillez cliquer sur ce lien pour créer la discussion et en afficher les indications). (Marqué depuis juin 2024)
- Il peut contenir un travail inédit ou des déclarations non vérifiées. Vous pouvez l’améliorer en ajoutant des références. (Marqué depuis juin 2024)

- Archive Wikiwix
- Bing
- Cairn
- DuckDuckGo
- E. Universalis
- Gallica
- Google
- G. Books
- G. News
- G. Scholar
- Persée
- Qwant
- (zh) Baidu
- (ru) Yandex
- (wd) trouver des œuvres sur Wikidata

Vous pouvez aider à l'améliorer ou bien discuter des problèmes sur sa page de discussion.
- Son admissibilité est à vérifier. Motif : manque de sources, de références, TI. Les références (buzzesques et étalées sur 3 mois) concernent principalement les audiences, déjà dans l'article La Ferme Célébrités. Info doublonnant l'article principal. Info chiffrées sans références. Saison ne se démarquant pas particulièrement et déception pour TF1 qui ne la renouvellera plus. Uniformisation avec les DdA des 1re et 2e saison. Vous êtes invité à le compléter pour expliciter son admissibilité, en y apportant des sources secondaires de qualité. (Marqué depuis juin 2025)
- Il ne cite pas suffisamment ses sources. Vous pouvez indiquer les passages à sourcer avec {{référence nécessaire}} ou {{Référence souhaitée}}, et inclure les références utiles en les liant aux notes de bas de page. (Marqué depuis juin 2024)
- Son texte doit être wikifié : il ne correspond pas à la mise en forme Wikipédia (style, typographie, liens internes, liens entre les wikis, etc.). (Marqué depuis juin 2024)

- Archive Wikiwix
- Bing
- Cairn
- DuckDuckGo
- E. Universalis
- Gallica
- Google
- G. Books
- G. News
- G. Scholar
- Persée
- Qwant
- (zh) Baidu
- (ru) Yandex
- (wd) trouver des œuvres sur Wikidata

La troisième saison de La Ferme Célébrités, émission française de télé réalité rebaptisée La Ferme Célébrités en Afrique, a été diffusée sur TF1 du 29 janvier 2010 au 9 avril 2010.
Benjamin Castaldi et Jean-Pierre Foucault animent cette nouvelle édition et Adrien Lemaître se charge de faire le lien entre les candidats sur le sol africain et le plateau parisien. Jean-Claude Donda est la voix off du lion virtuel nommé Pipol. Le générique de fin des prime-time était chanté par le groupe Magic System.
Cette saison a été remportée par Mickaël Vendetta qui a ainsi gagné 110 000 € pour le Secours populaire français.

## La ferme
- Si vous ne connaissez pas le sujet, laissez ce bandeau (vous pouvez alors contacter les auteurs).
- Si vous supprimez le contenu mis en cause (vous pouvez préalablement contacter les auteurs),

argumentez précisément cette suppression dans la page de discussion
(un manque de référence n'est pas un argument ; une recherche réelle de référence doit avoir été effectuée, être formellement documentée).
Le programme a lieu dans une ferme située dans une réserve naturelle à Zulu Nyala, à proximité de la ville de Hluhluwe au KwaZulu-Natal sur la route nationale 2 en Afrique du Sud (coordonnées : 27° 56′ 06″ S, 32° 15′ 11″ E).
Tous les jours, des célébrités doivent gérer la ferme et surtout, s'occuper des animaux (six autruches d'Afrique, une chèvre, deux cochons Mukota, un coq, des poules, des poussins, un crocodile niloticus, une girafe, deux guépards, des impalas, des nyalas, des oies, un python royal, deux vaches, un veau, des zèbres de Burchell, deux lionceaux, un phacochère, deux lynx caracal, un gnou). Une nurserie a par ailleurs été aménagée pour les bébés animaux. Pour les aider, Olivier Houalet, le ranger, guide les célébrités au milieu de la faune exotique de la ferme.
Les célébrités ont également la possibilité de quitter la ferme à diverses occasions, comme pour découvrir la faune africaine ou de nouveaux paysages. Ainsi, dès leur arrivée, Velvet et Mickaël Vendetta ont passé 48 heures chez les Zoulous, David, Francky, Adeline et Jeane ont eu la possibilité de faire un safari, Velvet a pu partir à Johannesbourg rencontrer des lions blancs, Surya s'est rendue dans la vallée du dragon et Karine et Greg ont suivi les pas de Nelson Mandela en allant une journée dans la ville du Cap.

## Candidats
- Si vous ne connaissez pas le sujet, laissez ce bandeau (vous pouvez alors contacter les auteurs).
- Si vous supprimez le contenu mis en cause (vous pouvez préalablement contacter les auteurs),

argumentez précisément cette suppression dans la page de discussion
(un manque de référence n'est pas un argument ; une recherche réelle de référence doit avoir été effectuée, être formellement documentée).
| Nom                          | Principale(s) caractéristique(s)                                      | Association défendue                               | Statut    |
| ---------------------------- | --------------------------------------------------------------------- | -------------------------------------------------- | --------- |
| Mickaël Vendetta             | « buzz internet » en 2008 grâce à son blog                            | Secours populaire français                         | vainqueur |
| David Charvet                | acteur et chanteur                                                    | Fondation Maud Fontenoy                            | deuxième  |
| Grégory Basso                | Greg le millionnaire en 2003, comédien et chanteur                    | Association Naevi                                  | troisième |
| Surya Bonaly                 | ancienne patineuse artistique                                         | Association mondiale des amis de l'enfance         | éliminée  |
| Christophe Guillarmé         | styliste                                                              | Association Sidaction                              | éliminé   |
| Velvet d'Amour               | mannequin de Jean-Paul Gaultier et actrice                            | Fondation pour l'enfance - S.O.S. enfants disparus | éliminée  |
| Claudette Dion               | sœur de Céline Dion, chanteuse et animatrice télé                     | Fondation Maman Dion                               | éliminée  |
| Hermine de Clermont-Tonnerre | aristocrate, jet setteuse et auteur                                   | Mécénat Chirurgie Cardiaque                        | éliminée  |
| Francky Vincent              | chanteur                                                              | Association Cent familles                          | éliminé   |
| Kelly Bochenko               | Miss Paris 2009 destituée                                             | Fondation Assistance aux Animaux                   | éliminée  |
| Karine Dupray                | sœur du comédien Anthony Dupray et actrice                            | Association Injeno                                 | éliminée  |
| Miss Dominique               | chanteuse, finaliste de la saison 4 de Nouvelle Star en 2006          | Association Santé des étudiants de France          | éliminée  |
| Farid Khider                 | boxeur                                                                | Association Plus fort la vie                       | éliminé   |
| Adeline Blondieau            | actrice et ancienne femme de Johnny Hallyday                          | Association Caméléon                               | abandon   |
| Célyne Durand                | présentatrice et actrice                                              | Association Orphelins sida international           | abandon   |
| Jeane Manson                 | chanteuse d'origine américaine                                        | Tout le monde chante contre le cancer              | éliminée  |
| Brigitte Nielsen             | Top Model, chanteuse, actrice danoise, ex femme de Sylvester Stallone | Association Rêves                                  | éliminée  |
| Aldo Maccione                | acteur italien                                                        | Association Perce-neige                            | abandon   |

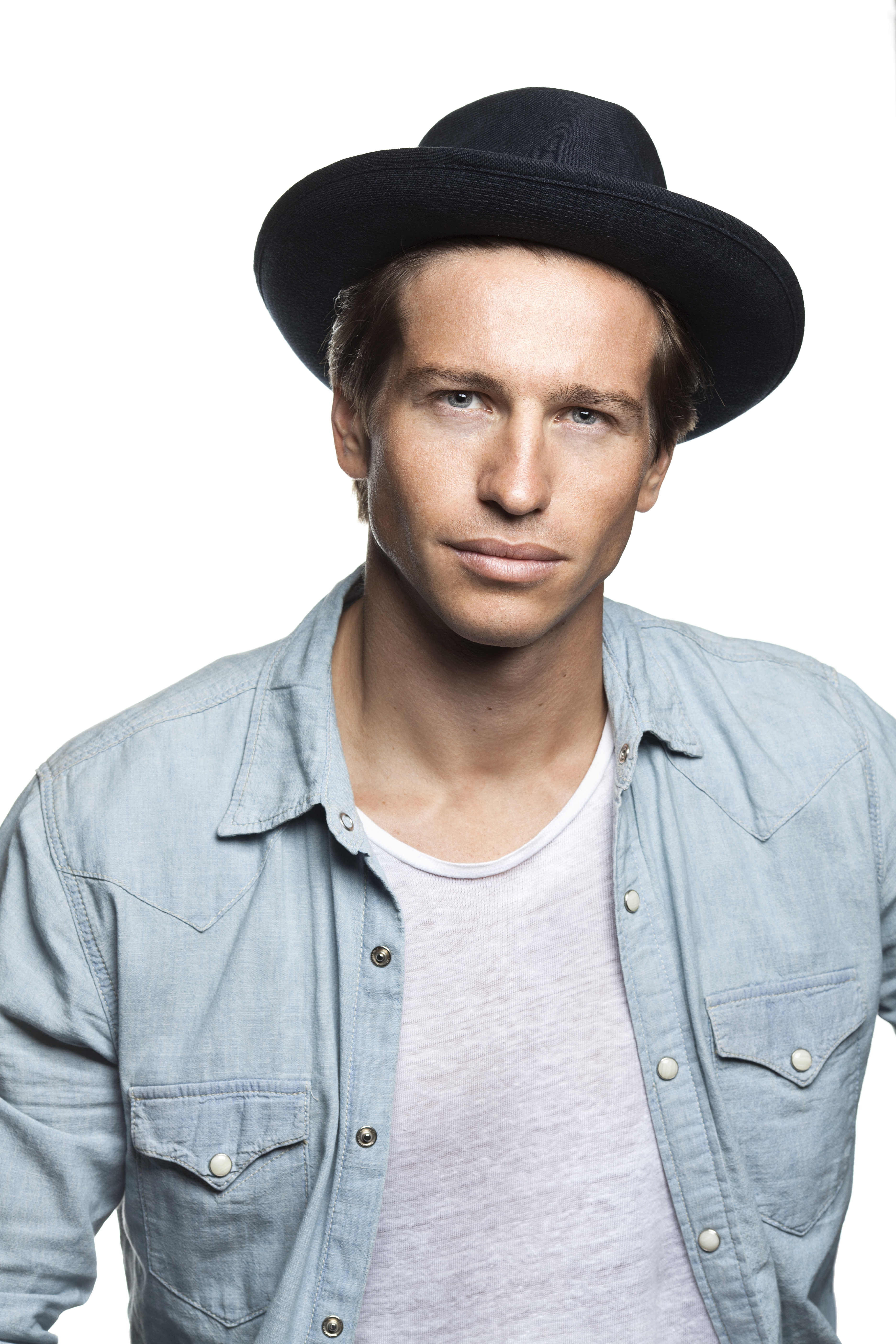
Mickael Vendetta
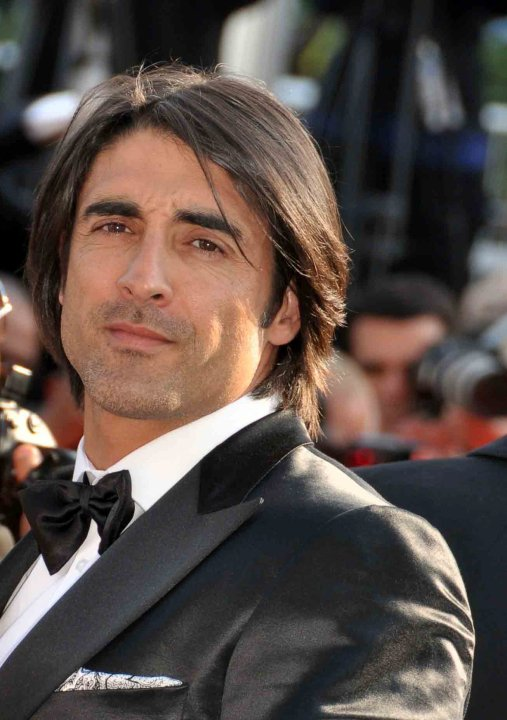
Grégory Basso
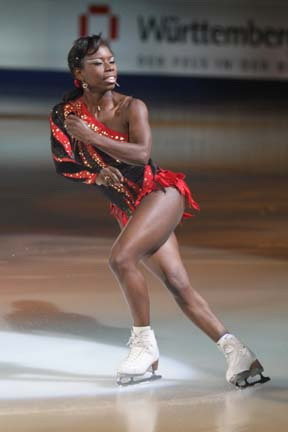
Surya Bonaly
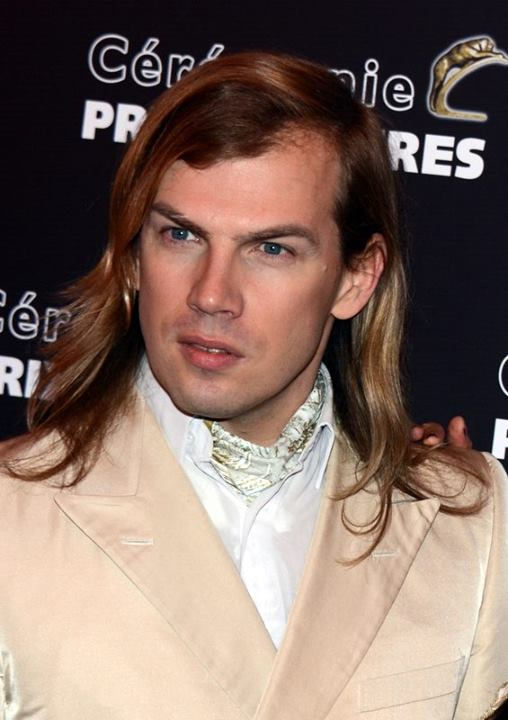
Christophe Guillarmé
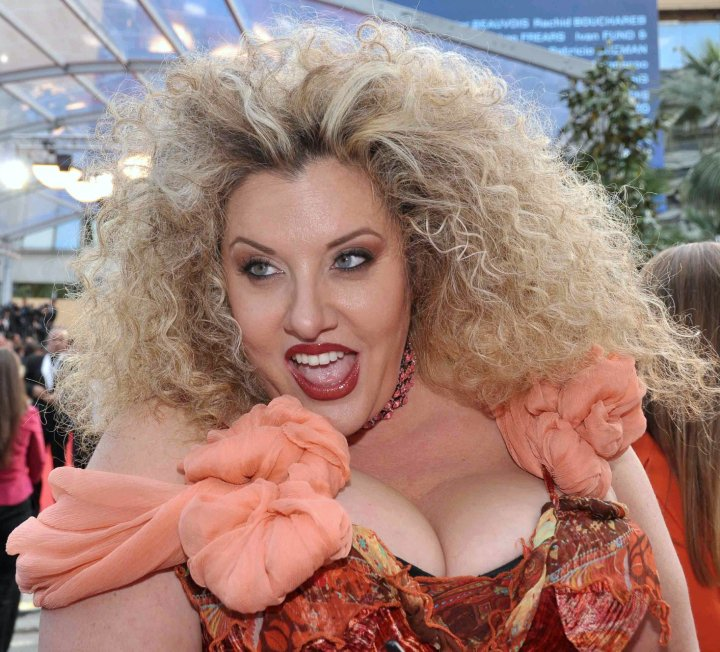
Velvet D'Amour
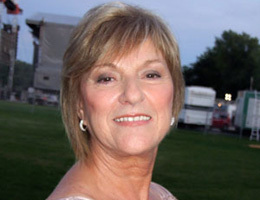
Claudette Dion

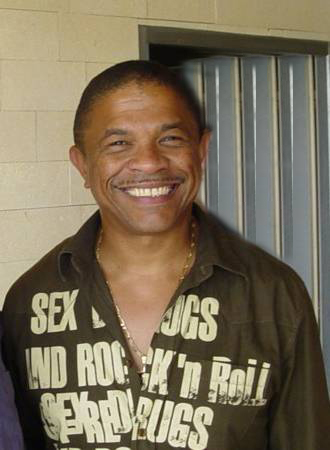
Franky Vincent
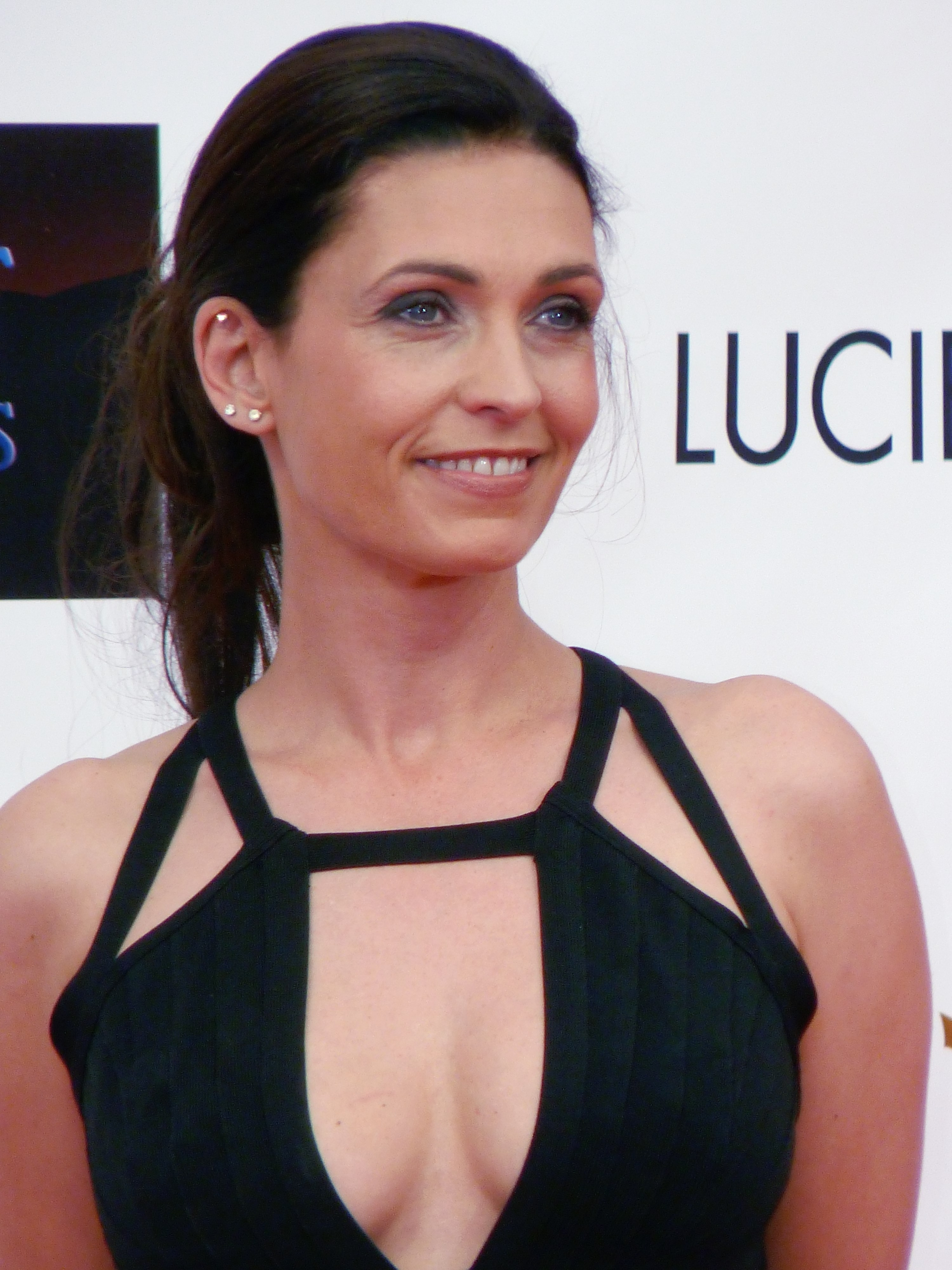
Adeline Blondieau
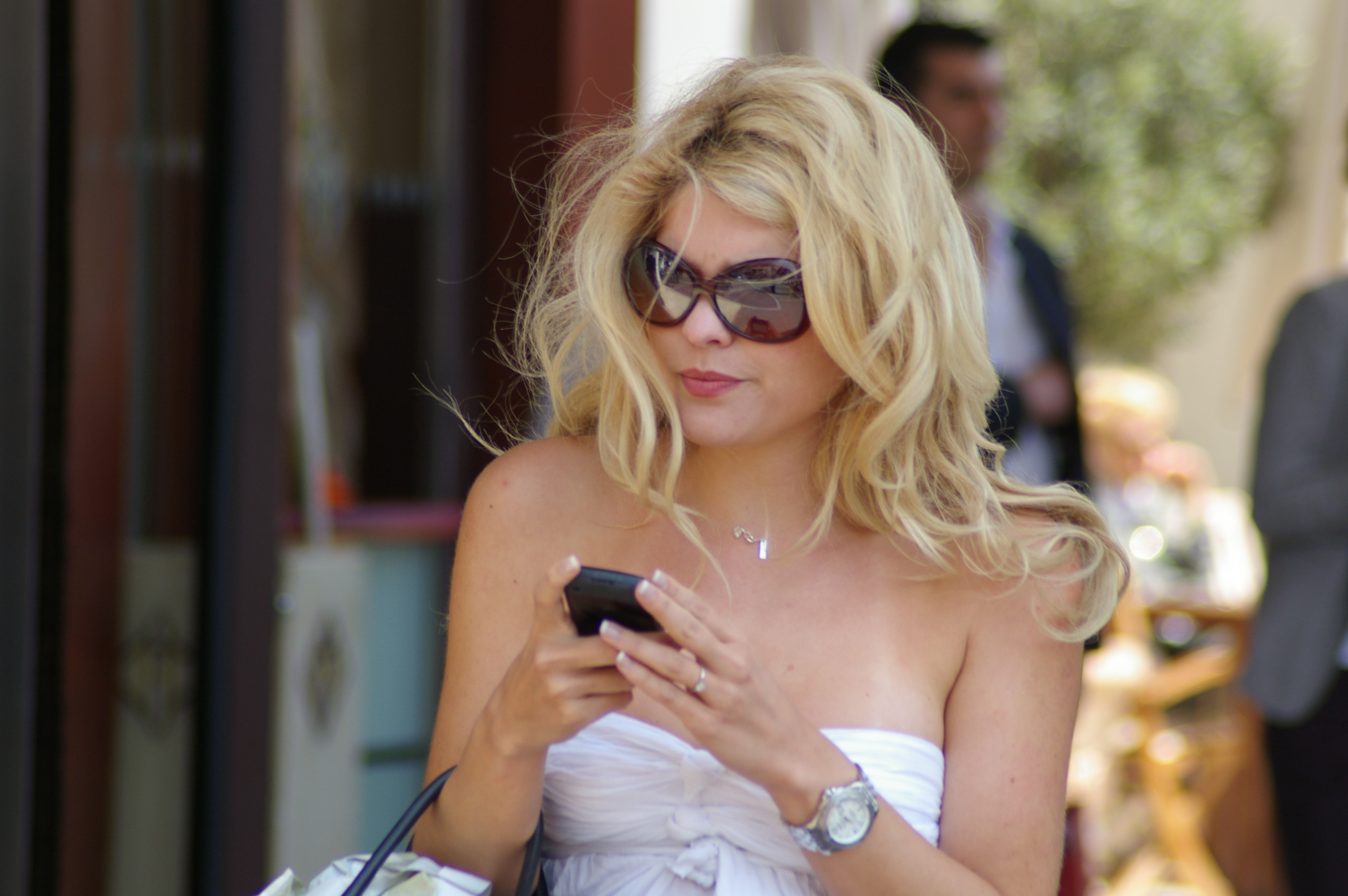
Célyne Durand
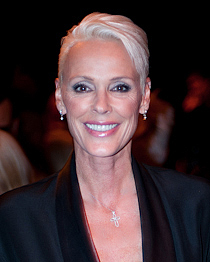
Brigitte Nielsen
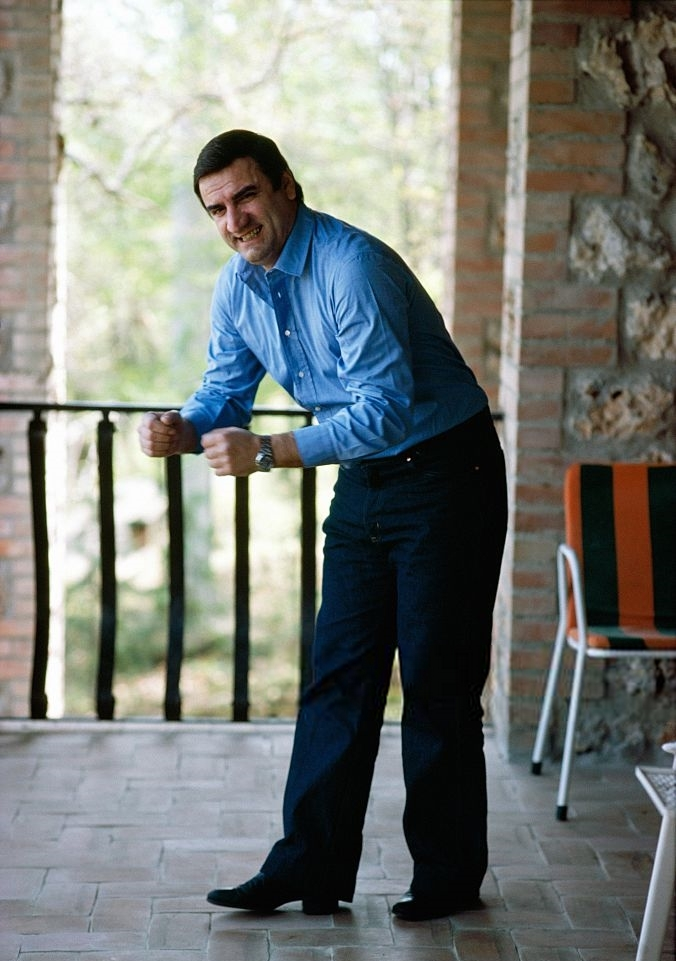
Aldo Maccione

## Déroulement de la saison
- Si vous ne connaissez pas le sujet, laissez ce bandeau (vous pouvez alors contacter les auteurs).
- Si vous supprimez le contenu mis en cause (vous pouvez préalablement contacter les auteurs),

argumentez précisément cette suppression dans la page de discussion
(un manque de référence n'est pas un argument ; une recherche réelle de référence doit avoir été effectuée, être formellement documentée).

### Meilleurs et pire fermiers
Chaque semaine, les trois meilleurs fermiers sont choisis par Olivier, le ranger.
De leur côté, les fermiers en chef élisent un fermier (en général) comme étant le pire fermier de la semaine et doit ainsi accomplir la plupart des tâches ménagères seuls. Les fermiers peuvent désigner également le pire fermier en chef.
|                    | Semaine 1                       | Semaine 2                       | Semaine 3                      | Semaine 4                   | Semaine 5                  | Semaine 6                    | Semaine 7                     |
| ------------------ | ------------------------------- | ------------------------------- | ------------------------------ | --------------------------- | -------------------------- | ---------------------------- | ----------------------------- |
| Meilleurs fermiers | 1. Velvet 2. Surya 3. Claudette | 1. Surya 2. Christophe 3. Farid | 1. Kelly 2. Hermine 3. Francky | 1. Surya 2. Kelly 3. Velvet | 1. Greg 2. Surya 3. Karine | 1. Hermine 2. David 3. Surya | 1. Hermine 2. Kelly 3. Velvet |
| Pire(s) fermier(s) | Velvet                          | Mickaël                         | Mickaël / Farid                |                             |                            |                              |                               |
| Pire chef fermier  | Francky                         |                                 |                                |                             | Francky                    | Mickaël                      | Christophe                    |

### Fermiers en chef
Les fermiers en chef sont quatre fermiers qui supervisent la ferme et les autres candidats. Ils bénéficient d'une immunité et vivent dans une autre ferme avec le confort. Le candidat nommé qui récolte le plus de votes de la part des téléspectateurs devient à son tour fermier en chef à la place d'un autre de son choix.
|           | Semaine 1      | Semaine 2 | Semaine 3  | Semaine 4  | Semaine 5  | Semaine 6  | Semaine 7  |
| --------- | -------------- | --------- | ---------- | ---------- | ---------- | ---------- | ---------- |
| Candidats | Francky        | Francky   | Christophe | Christophe | Christophe | Christophe | Christophe |
| Candidats | Aldo / Mickaël | Greg      | Greg       | Greg       | Mickaël    | Greg       | Greg       |
| Candidats | Adeline        | Adeline   | Adeline    | Hermine    | Hermine    | Claudette  | Claudette  |
| Candidats | David          | David     | David      | Francky    | Francky    | Francky    | Surya      |

Les quatre premiers fermiers en chef sont choisis par le vote des téléspectateurs.
Lors du deuxième prime de l'émission, Aldo annonce son abandon et, par conséquent, il doit nommer un fermier en chef pour le remplacer. Il choisit Mickaël mais ce dernier est destitué une trentaine de minutes plus tard par Greg.
Lors du troisième prime, les fermiers votent en majorité pour que Christophe devienne fermier en chef. Christophe choisit de remplacer Francky.
Lors du quatrième prime, Francky et Hermine sont sauvés, Francky ayant eu le plus de votes, il choisit de remplacer David. À la suite du conflit entre Adeline et Farid, la production a décidé qu'ils ne pourront plus être chefs jusqu'à la fin du jeu, Adeline est donc destituée. Hermine étant la deuxième candidate sauvée, elle prend la place d'Adeline.
Lors du cinquième prime, Mickaël ayant eu le plus de votes, choisit de destituer Greg.
Lors du sixième prime, tous les fermiers en chef sont destitués. Les deux candidats nommés recevant le plus de votes de la part des téléspectateurs deviennent ainsi fermiers en chef. Deux autres fermiers peuvent devenir fermiers en chef en gagnant des épreuves. À l'issue de la première épreuve physique, Christophe, Velvet, Francky et Mickael sont qualifiés. La seconde épreuve de connaissances sur les fermiers est remportée par Francky et Christophe. Greg et Claudette ayant eu le plus de votes, ont eu les 2 dernières places libres de chefs.
Lors du septième prime, Surya ayant eu le plus de votes, elle choisit de destituer Francky.

## Nominations et départs
- Si vous ne connaissez pas le sujet, laissez ce bandeau (vous pouvez alors contacter les auteurs).
- Si vous supprimez le contenu mis en cause (vous pouvez préalablement contacter les auteurs),

argumentez précisément cette suppression dans la page de discussion
(un manque de référence n'est pas un argument ; une recherche réelle de référence doit avoir été effectuée, être formellement documentée).
Le dimanche, les fermiers en chef nomment un candidat et le mardi, les fermiers nomment deux autres candidats. Ainsi, trois candidats sont nommés le mardi et deux sont sauvés par le public le vendredi suivant.
| Semaine    | Nominés                                                                                   | Départ               |
| ---------- | ----------------------------------------------------------------------------------------- | -------------------- |
| Semaine 1  | Abandon                                                                                   | Aldo                 |
| Semaine 1  | Greg (53 %), Kelly (24 %), Brigitte (23 %)                                                | Brigitte             |
| Semaine 2  | Mickaël doit-il rester ? Oui (61 %) Non (39%)                                             | Aucun                |
| Semaine 3  | Francky (54 %), Hermine (24 %), Jeane (22 %)                                              | Jeane                |
| Semaine 4  | Abandon                                                                                   | Adeline, Célyne      |
| Semaine 4  | Mickaël (40 %), David (33 %), Farid (27 %)                                                | Farid                |
| Semaine 5  | Claudette (40 %), Greg (24 %), Karine (21 %), Dominique (15 %)                            | Dominique            |
| Semaine 6  | Surya (53 %), Hermine (33 %), Karine (14 %)                                               | Karine               |
| Semaine 7  | Mickaël (36 %), David (33 %), Francky (22 %), Kelly (9 %)                                 | Kelly, Francky       |
| Semaine 8  | Mickaël/Christophe (50 %), David/Greg (36 %), Surya/Velvet (8 %), Claudette/Hermine (6 %) | Hermine, Claudette   |
| Semaine 9  | Mickaël (50 %), David (28 %), Surya (12 %), Christophe (7 %), Velvet (3 %)                | Christophe, Velvet   |
| Semaine 10 | Mickaël (49 %), David (26 %), Greg (13 %), Surya (12 %)                                   | Surya                |
| Semaine 10 | Mickaël (51 %), David (27 %), Greg (22 %)                                                 | Mickaël, David, Greg |

### Semaine 1
- Adeline, Aldo, Francky et David sont immunisés parce qu'ils sont fermiers en chef. Ils décident de nommer Brigitte.
- Les fermiers nomment deux candidats. Mickael et Kelly tombent à égalité. Les fermiers doivent les départager.

| Candidats                    | Christophe  | Greg    | Mickael     | Surya         | Velvet        | Hermine     | Claudette     | Kelly | Farid       | Célyne | Jeane         | Brigitte      |
| ---------------------------- | ----------- | ------- | ----------- | ------------- | ------------- | ----------- | ------------- | ----- | ----------- | ------ | ------------- | ------------- |
| Premier tour des nominations | Greg, Kelly | Mickael | Greg, Kelly | Greg, Mickael | Greg, Mickael | Greg, Kelly | Kelly, Velvet | Greg  | Greg, Kelly | Greg   | Greg, Mickael | Greg, Mickael |
| Second tour des nominations  | Kelly       | Kelly   |             | Kelly         | Kelly         | Kelly       | Kelly         |       | Kelly       | Kelly  | Kelly         | Kelly         |

- Brigitte, Greg et Kelly sont donc les trois nommés de la semaine.
- Aldo abandonne et laisse sa place de fermier en chef à Mickael.
- Brigitte quitte la ferme avec 23 % des votes.
- Greg, qui a eu 53 % des votes, destitue Mickael et devient fermier en chef.

### Semaine 2
- Mickael est le seul nommé.
- Mickael reste dans la ferme avec 61 % des votes.

### Semaine 3
- Christophe, David, Greg et Adeline sont immunisés car ils sont fermiers en chef. Ils décident de nommer Hermine.
- Jeane et Francky sont les deux autres nommés.

| Candidats   | Mickael           | Surya          | Velvet         | Hermine         | Claudette      | Francky           | Kelly          | Farid          | Célyne         | Jeane         |
| ----------- | ----------------- | -------------- | -------------- | --------------- | -------------- | ----------------- | -------------- | -------------- | -------------- | ------------- |
| Nominations | Velvet, Claudette | Francky, Jeane | Mickael, Jeane | Mickael, Célyne | Francky, Jeane | Velvet, Claudette | Francky, Jeane | Francky, Jeane | Francky, Jeane | Célyne, Kelly |

- Jeane quitte la ferme avec 22 % des voix.
- Francky, ayant eu 54 % des votes, devient fermier en chef et destitue David.
- À la suite du conflit entre Farid et Adeline, ils ne pourront plus jamais être chefs. Hermine prend la place d'Adeline.

### Semaine 4
- Christophe, Greg, Francky et Hermine sont immunisés car ils sont fermiers en chef. Ils nomment Mickael.
- David et Farid rejoignent Mickael sur le banc des nommés.

| Candidats   | David        | Mickael      | Surya        | Velvet       | Claudette    | Kelly        | Farid        |
| ----------- | ------------ | ------------ | ------------ | ------------ | ------------ | ------------ | ------------ |
| Nominations | Farid, Surya | Kelly, Surya | Farid, David | Farid, David | Farid, David | Farid, David | Kelly, Surya |

- Farid est éliminé avec 27 % des votes.
- Mickael, ayant obtenu 40 % des voix, devient fermier en chef et destitue Greg.
- Célyne et Adeline abandonnent.

### Semaine 5
- Mickael, Christophe, Hermine et Francky sont immunisés car ils sont fermiers en chef. Ils nomment Greg.
- Miss Dominique et Karine Dupray, deux nouvelles candidates, entrent dans le jeu pour remplacer Célyne et Adeline.
- Miss Dominique rejoint Greg comme nommé. Les chefs n'ayant pas pu départager Karine et Claudette (qui étaient à égalité) sont nommées toutes les deux.

| Candidats   | David                | Greg              | Surya             | Velvet            | Claudette        | Kelly                | Karine            | Dominique    |
| ----------- | -------------------- | ----------------- | ----------------- | ----------------- | ---------------- | -------------------- | ----------------- | ------------ |
| Nominations | Dominique, Claudette | Dominique, Karine | Dominique, Karine | Dominique, Karine | Dominique, David | Dominique, Claudette | Velvet, Claudette | Surya, David |

- Miss Dominique quitte l'aventure avec 15 % des voix.
- Claudette, ayant obtenu 40 % des voix, devient fermière en chef ainsi que Greg avec 24 % des voix.

### Semaine 6
- Claudette, Greg, Christophe et Francky sont immunisés car ils sont fermiers en chef. Ils nomment Surya.
- Karine et Hermine sont également nommées.

| Candidats   | David           | Mickael         | Surya           | Velvet         | Hermine        | Kelly           | Karine         |
| ----------- | --------------- | --------------- | --------------- | -------------- | -------------- | --------------- | -------------- |
| Nominations | Karine, Hermine | Karine, Hermine | Karine, Hermine | Mickael, David | Mickael, David | Karine, Hermine | Mickael, David |

- Karine quitte la ferme avec 14 % des voix.
- Surya ayant obtenu 53 % destitue Francky pour devenir chef.

### Semaine 7
- Christophe, Greg, Surya et Claudette sont immunisés car ils sont fermiers en chef. Ils nomment Mickael.
- Deux candidats quittant la ferme à la fin de la septième semaine, quatre fermiers sont nommés.
- Francky, David et Kelly sont nommés à leur tour.

| Candidats   | David                   | Mickael              | Velvet               | Hermine              | Francky             | Kelly                 |
| ----------- | ----------------------- | -------------------- | -------------------- | -------------------- | ------------------- | --------------------- |
| Nominations | Hermine, Francky Velvet | Kelly, Francky David | Kelly, Francky David | Kelly, Francky David | Kelly, Velvet David | Hermine, Velvet David |

- Francky et Kelly quittent la ferme avec respectivement 22 % et 9 % des voix.
- Mickael, ayant obtenu 36 % des voix, doit choisir le chef qui sera en binôme avec lui pour la semaine suivante et choisit Christophe.

### Semaine 8
- Les chefs fermiers et les fermiers sont tous nommés par binôme.
- Mickael avait choisi d'être en binôme avec Christophe.
- David, Hermine et Velvet s'affrontent dans un jeu de hasard à l'issue duquel le vainqueur pourra choisir son binôme. David remporte le jeu et choisit Greg.
- Velvet et Hermine refont le lendemain ce même jeu. Hermine tire la boule dorée et choisit Claudette pour l'accompagner en binôme. Velvet et Surya doivent donc faire équipe.
- Claudette et Hermine quittent l'aventure avec 6 % des votes.
- Mickael et Christophe, David et Greg et Velvet et Surya obtiennent respectivement 50 %, 36 % et 8 %.

### Semaine 9
- Tous les fermiers sont nommés.
- Greg gagne une immunité grâce à une course d'orientation et accède en finale.
- Christophe, David, Mickael, Surya et Velvet sont donc nommés.
- Christophe et Velvet sont éliminés.

### Semaine 10
- David, Mickael, Greg et Surya sont les finalistes.
- Le mardi, le candidat ayant reçu le moins de votes sera éliminé.
- Le vendredi 2 avril 2010, Kelly et Francky réintègrent la ferme pour soutenir les finalistes.
- Le mardi 6 avril 2010, Kelly et Francky quittent la ferme. Surya est éliminée avec le moins de votes.
- Le jeudi Greg, David et Mickael quittent la ferme pour retourner à Paris.
- Mickael Vendetta remporte le jeu avec 51 % des voix contre 27 % pour David et 22 % pour Greg.

## Audiences

### Émissions hebdomadaires
| Émission | Jour et horaire de diffusion         | Téléspectateurs | Parts de marché sur les 4 ans et plus | Référence       |
| -------- | ------------------------------------ | --------------- | ------------------------------------- | --------------- |
| 1        | Vendredi 29 janvier 2010 20:45-23:15 | 6 969 000       | 30,8 %                                |                 |
| 2        | Vendredi 5 février 2010 20:45-23:00  | 5 123 000       | 22,5 %                                |                 |
| 3        | Vendredi 12 février 2010 20:45-23:15 | 4 316 000       | 18,3 %                                |                 |
| 4        | Vendredi 19 février 2010 20:45-23:15 | 4 427 000       | 19,7 %                                |                 |
| 5        | Vendredi 26 février 2010 22:10-00:05 | 3 400 000       | 20,8 %                                |                 |
| 6        | Vendredi 5 mars 2010 22:15-00:10     | 3 340 000       | 24,4 %                                |                 |
| 7        | Samedi 13 mars 2010 22:30-00:30      | 2 195 000       | 18,1 %                                |                 |
| 8        | Vendredi 19 mars 2010 22:25-00:20    | 2 800 000       | 23,3 %                                |                 |
| 9        | Vendredi 26 mars 2010 22:35-00:30    | 2 793 000       | 26,5 %                                | [ Audiences 1 ] |
| 10       | Vendredi 2 avril 2010 22:20-00:10    | 2 723 000       | 21,5 %                                |                 |
| 11       | Vendredi 9 avril 2010 22:30-00:30    | 3 216 000       | 25,6 %                                | [ Audiences 2 ] |

### Quotidiennes
| Épisode | Jour et horaire de diffusion         | Téléspectateurs | Parts de marché sur les 4 ans et plus | Référence       |
| ------- | ------------------------------------ | --------------- | ------------------------------------- | --------------- |
| 1       | Samedi 30 janvier 2010 17:15-18:00   | 2 500 000       | 21,4 %                                |                 |
| 2       | Dimanche 31 janvier 2010 17:15-18:00 | 2 905 000       | 20,5 %                                |                 |
| 3       | Lundi 1er février 2010 18:15-19:10   | 3 600 000       | 21,7 %                                | [ n° 6 ]        |
| 4       | Mardi 2 février 2010 18:15-19:10     | 3 430 000       | 21,8 %                                | [ Audiences 3 ] |
| 10      | Lundi 8 février 2010 18:15-19:10     | 3 300 000       | 21 %                                  |                 |
| 11      | Mardi 9 février 2010 18:15-19:10     | 3 720 000       | 22,8 %                                | [ Audiences 4 ] |
| 18      | Mardi 16 février 2010 18:15-19:10    | 3 300 000       | 20,7 %                                |                 |
| 21      | Vendredi 19 février 2010 18:15-19:10 | 2 900 000       | 18,9 %                                |                 |
| 22      | Samedi 20 février 2010 17:05-18:00   | 1 980 000       | 18 %                                  |                 |
| 23      | Dimanche 21 février 2010 17:05-18:00 | 1 600 000       | 15 %                                  |                 |
| 24      | Lundi 22 février 2010 18:15-19:10    | 3 300 000       | 20 %                                  |                 |
| 39      | Mardi 9 mars 2010 18:15-19:10        | 3 100 000       | 20,5 %                                | [ Audiences 5 ] |
| 43      | Samedi 13 mars 2010 16:55-17:50      | 1 500 000       | 14,2 %                                | [ Audiences 6 ] |
| 62      | Samedi 3 avril 2010 17:00-17:55      | 1 920 000       | 18,5 %                                |                 |